# Caspar Aquila
Caspar Aquila (Augsburgo, 7 de agosto de 1488-Saalfeld, 12 de noviembre de 1560), también conocido como Kaspar Aquila, Caspari Aquilae, Gaspar Aquila, cuyo nombre de nacimiento es Johann Kaspar Adler, fue un teólogo reformador protestante alemán.

## Biografía
Aquila nació en Augsburgo, recibiendo allí su primera educación, más tarde en Ulm (1502), luego en Italia (donde conoció a Erasmo de Róterdam en Roma), en Berna (1508), y estudió teología en Leipzig (1510) y Wittenberg (1513). De acuerdo con el testimonio de su hijo, Aquila se habría convertido en ministro en agosto de 1514, cuando residía en Berna. Ejerció durante algún tiempo como capellán militar.
En 1516, se hizo párroco en Jengen, cerca de Augsburgo, donde introdujo las ideas de la Reforma Protestante. Al proclamar públicamente su adhesión a la doctrina de Martín Lutero, fue apresado por seis meses (en 1520 o 1522) en Dillingen an der Donau, por orden del Obispo de Augsburgo. Una posterior pena de muerte que recayó sobre Aquila, fue transformada en la de exilio gracias a la influencia de Isabel de Austria, esposa de Cristián II de Dinamarca y hermana de Carlos I de España. 
De regreso en Wittenberg, conoció a Lutero, y se empleó como tutor de los hijos de Franz von Sickingen en el Castillo de Ebernburg en Bad Münster am Stein-Ebernburg. Después del asedio de Ebernburg por Richard von Greiffenklau, arzobispo de Tréveris, el 6 de junio de 1523, Aquila regresó a Wittenberg para enseñar Idioma hebreo, y a colaborar con Lutero en su versión del Antiguo Testamento.
Las fechas e informaciones sobre su carrera son inciertas hasta 1527, cuando se hizo párroco en Saalfeld, un cargo que Lutero consiguió para él. En 1528, se convirtió en superintendente. 
Escribió Christlich Bedenken auf das Interim (Consideraciones cristianas sobre el Ínterim, 1548), y Das Interim illuminiert (El ínterim iluminado, 1548) una oposición vehemente al Interim de Augsburgo, por lo cual una orden de detención fue emitida contra él por Carlos I. Esto último lo obligó a refugiarse temporalmente en Rudolstadt, bajo la protección de la condesa Catalina de la Casa de Schwarzburgo. 
En 1550, fue nombrado decano del Collegiatstift de Esmalcalda. Allí se vio envuelto en una serie de controversias con Andreas Osiander. Reinstalado en su antiguo cargo en Saalfeld después de la Paz de Passau, en 1552, no sin hallar oposición, permanecerá allí, a veces comprometido en diversas polémicas, hasta su muerte.
Aquila se casó dos veces y dejó, de esas uniones, cuatro hijos.

## Obras
Publicó innumerables sermones, algunas exposiciones sobre el Antiguo Testamento, y algunos panfletos polémicos. Además de las obras mencionadas más arriba, otros títulos notables suyos son:
- Christliche Erklärung des kleinen Katechismus etc. (Una explicación cristiana del Pequeño Catecismo), Augsburgo, 1538.
- Fragstücke der ganzen christlichen Lehre (Preguntas sobre toda la enseñanza cristiana, texto que tuvo muchas ediciones a partir de 1547)